# حاکم جیان چین
حاکم جیان از چین (به چینی: 秦簡公؛ ۴۲۸-۴۰۰ پ. م)؛ فرمانروای ایالت چین در دودمان ژو از ۴۱۴ پ. م تا ۴۰۰ پ. م بود. ایالت چین در آینده همه کشور چین را یکپارچه ساخت و تبدیل به دودمان چین شد. نام اجدادی او یینگ (嬴) و حاکم جیان نام پسامرگ او بود. 
حاکم جیان پسر کوچک‌تر حاکم هوآی چین و عموی حاکم لینگ، حاکم پیش از خود، بود. هنگامی که حاکم لینگ در سال ۴۱۵ پ. م درگذشت، تاج و تخت به جای پسر حاکم لینگ، حاکم شیان، به حاکم جیان رسید.
در طول سلطنت حاکم جیان، چین چندین بار توسط ایالت وی، که در آن زمان یکی از قدرت‌های اصلی دوره ایالت‌های جنگ‌طلب بود، شکست خورد.
حاکم جیان ۱۵ سال سلطنت کرد و در سال ۴۰۰ پ. م در ۲۸ سالگی درگذشت. پسرش، حاکم هویی دوم چین، جانشین او شد.